# Julia Hänni
Julia Franziska Hänni (* 29. Mai 1977; heimatberechtigt in Neuenegg) ist eine Schweizer Richterin. Seit 2019 ist sie Richterin am Bundesgericht.

## Leben und Wirken
Hänni studierte ab 2000 Rechtswissenschaften an der Universität Zürich, wo sie 2005 das Lizenziat erwarb. 2010 wurde sie nach einem Forschungsaufenthalt am Max-Planck-Institut für ausländisches öffentliches Recht und Völkerrecht in Heidelberg von der Universität St. Gallen mit der rechtsphilosophischen Schrift Vom Gefühl am Grund der Rechtsfindung: Rechtsmethodik, Objektivität und Emotionalität in der Rechtsanwendung zur Dr. iur. promoviert. Nach einer Tätigkeit als wissenschaftliche Assistentin am öffentlich-rechtlichen Lehrstuhl von Tobias Jaag an der Universität Zürich und später als wissenschaftliche Oberassistentin von Lukas Gschwend an der Universität Freiburg i. Üe. wurde sie 2012 Gerichtsschreiberin an der II. öffentlich-rechtliche Abteilung des Schweizerischen Bundesgerichts und dort persönliche Mitarbeiterin von Andreas Zünd, Lorenz Kneubühler und Stephan Haag. Zuständig war sie hier für die Gebiete Glaubens- und Gewissensfreiheit, Rechtsgleichheit (inkl. Behindertengleichstellungsrecht) und weitere Grundrechte, öffentliches Wirtschaftsrecht (inkl. Medizinrecht), Verhältnis von Völkerrecht und Landesrecht, Ausländerrecht und bilaterale Beziehungen zur Europäischen Union sowie zum Tierschutzrecht. Am 1. Oktober 2016 wurde sie von der Universität Luzern zur Assistenzprofessorin ernannt und widmete sich hier den Bereichen Energierecht, Europarecht und Rechtsphilosophie. Im Juni 2019 wurde Hänni für die CVP zur ordentlichen Bundesrichterin an der Zweiten öffentlich-rechtlichen Abteilung des Bundesgerichts gewählt. Am 1. Februar 2020 wurde sie von der Universität St. Gallen zur Honorarprofessorin für Rechtsphilosophie ernannt. 2021 schloss sie ihre Habilitation in Luzern ab und erhielt die Venia legendi für die Fächer Öffentliches Recht, Europarecht, Rechtstheorie und Rechtsphilosophie.

## Publikationen (Auswahl)
- Vom Gefühl am Grund der Rechtsfindung. Rechtsmethodik, Objektivität und Emotionalität in der Rechtsanwendung. Duncker&Humblot, Berlin 2011, ISBN 978-3-428-13548-6 (zugleich Dissertationsschrift).
- mit Tobias Jaag: Europarecht. Die Europäischen Institutionen aus Schweizerischer Sicht. 5. Auflage. Schulthess, Zürich/Basel/Genf 2022, ISBN 978-3-7255-8167-2.
- Verfassungsstruktur des Judikativen Rechts. Zur Präjudizienrezeption als Methodik gerichtlicher Entscheidfindung. Unter besonderer Berücksichtigung der Grundrechte. Dike/Manz/Nomos, Zürich/St. Gallen, Wien, Baden-Baden 2022, ISBN 978-3-03891-431-0.
- Rechtsphilosophie – in a nutshell. 2. Auflage. Dike, Zürich/St. Gallen 2025, ISBN 978-3-03891-688-8.